# Aceguá (Uruguay)
Ne doit pas être confondu avec Aceguá.
Aceguá est une ville de l'Uruguay située dans le département de Cerro Largo. Sa population est de 1 493 habitants.

## Histoire
La ville a été fondée le 24 avril 1863.

## Population
| Année | Population |
| ----- | ---------- |
| 1963  | 464        |
| 1975  | 929        |
| 1985  | 1 302      |
| 1996  | 1 432      |
| 2004  | 1 493      |

Référence,: